# Lepidophloios
Lepidophloios ist eine von mehreren als Schuppenbaum bezeichneten baumförmigen Gattungen der Lepidodendrales, einer Gruppe von Bärlapppflanzen, die die Steinkohle-Wälder der Karbonzeit bildeten.

## Merkmale
Lepidophloios war eine baumförmig wachsende Pflanze. Sie waren etwas kleiner als die mit ihnen zusammen wachsenden Lepidodendron-Arten, denen sie ansonsten weitgehend glichen. Das unterscheidende Merkmal zwischen den beiden Gattungen ist der Aufbau der Blattbasen: Bei Lepidophloios sind die Blattbasen wie bei den anderen Gattungen in einer flachen Schraube an der Sprossachse angeordnet, die Blattbasen sind jedoch abgeflacht und breiter als hoch. Sie überlappen sich mit den unter ihnen liegenden Blattbasen ähnlich wie Dachziegel. Die Blätter bogen abrupt nach oben ab. Die Blattnarbe, die die Blätter nach dem Abfall hinterließen, liegt im unteren Drittel des Blattpolsters. Unterhalb der Blattnarbe gibt es keine Parichnos-Narben wie bei Lepidodendron. Die Ligula setzten direkt oberhalb der Blattnarbe an. 
An vielen Stämmen von Lepidophloios sind große, kreisrunde oder elliptische Narben an der Stammoberfläche zu erkennen. Diese werden als Narben von vegetativen Seitenzweigen interpretiert, die während des normalen Wachstums abgeworfen wurden, oder als Narben spezialisierter Zweige, die Gruppen von Zapfen trugen. Stämme mit schraubig angeordneten Narben wurden früher als Gattung Halonia geführt, während solche mit gegenständig angeordneten Narben als Ulodendron geführt wurden. 

## Belege
- Thomas N. Taylor, Edith L. Taylor, Michael Krings: Paleobotany. The Biology and Evolution of Fossil Plants. Second Edition, Academic Press 2009, ISBN 978-0-12-373972-8. S. 279–303.